# Wahl zum Senat der Türkei 1964
Die Wahl zum Senat der Türkei 1964 waren die zweiten Senatswahlen in der Geschichte der Türkei.
Die Senatswahlen fanden am 7. Juni 1964 statt.

## Wahl
Bei dieser Wahl wurden ⅓ bzw. 50 der 150 Mitglieder des türkischen Senats durch das Mehrheitswahlrecht gewählt.

## Ergebnisse
| Partei                        | Vorsitzender    | Stimmen   | Stimmenanteil | Sitze |
| ----------------------------- | --------------- | --------- | ------------- | ----- |
| Adalet Partisi                | Ragıp Gümüşpala | 1.385.655 | 50,3 %        | 31    |
| Cumhuriyet Halk Partisi       | İsmet İnönü     | 1,125,783 | 40,8 %        | 19    |
| Partei der Neuen Türkei (YTP) | Ekrem Alican    | 96,427    | 3,5 %         |       |
| Milliyetçi Hareket Partisi    | Ahmet Oğuz      | 83,400    | 3,0 %         |       |
| Unabhängige                   |                 | 64,489    | 3,9 %         | 1     |

## Weblink
- Wahlergebnisse (S.155)